# Corazón de Jesús
Corazón de Jesús är en ort i Mexiko.   Den ligger i kommunen Zentla och delstaten Veracruz, i den sydöstra delen av landet, 250 km öster om huvudstaden Mexico City. Corazón de Jesús ligger 791 meter över havet och antalet invånare är 883.
Terrängen runt Corazón de Jesús är varierad. Runt Corazón de Jesús är det ganska tätbefolkat, med 90 invånare per kvadratkilometer. Närmaste större samhälle är Huatusco de Chicuellar, 17,7 km nordväst om Corazón de Jesús. I omgivningarna runt Corazón de Jesús växer huvudsakligen savannskog.